# سیارک ۳۰۴۲
سیارک ۳۰۴۲ (به انگلیسی: 3042 Zelinsky، نامگذاری:1981EF10) سه هزار و چهل و دومین سیارک کشف شده‌است که در ۱ مارس ۱۹۸۱ کشف شد.
قدر مطلق سیارک برابر ۱۳٫۸۰ است.